# Bogdan Zeler
Bogdan Zeler (ur. 1954 w Siemianowicach Śląskich) – polski literaturoznawca, profesor nauk humanistycznych, nauczyciel akademicki Uniwersytetu Śląskiego.

## Życiorys
Ukończył I Liceum Ogólnokształcące im. Jana Śniadeckiego w Siemianowicach Śląskich. W 1977 ukończył studia w zakresie filologii polskiej na Uniwersytecie Śląskim. W 1995 na podstawie dorobku naukowego oraz rozprawy pt. Teofania we współczesnej liryce polskiej uzyskał na Wydziale Filologicznym UŚl stopień naukowy doktora habilitowanego w zakresie literaturoznawstwa, specjalność: literaturoznawstwo.
Pełnił funkcję dyrektora Instytutu Nauk o Kulturze Wydziału Filologicznego UŚl oraz Instytutu Nauk o Kulturze i Studiów Interdyscyplinarnych. Jest profesorem nadzwyczajnym w Instytucie Nauk o Kulturze i Studiów Interdyscyplinarnych tegoż Wydziału.
28 lipca 2015 prezydent RP Bronisław Komorowski nadał mu tytuł naukowy profesora nauk humanistycznych.